# Meselu Berhe
Meselu Berhe est une athlète éthiopienne, spécialiste du 3 000 mètres.

## Biographie
En juillet 2018, elle remporte la médaille d'argent aux 3 000 mètres lors des Championnats du monde juniors d'athlétisme 2018, à Tampere en Finlande, devant sa compatriote Tsigie Gebreselama.

## Palmarès
- 2018 :  Championnats du monde juniors, (8 min 56 s 39)